# William McDougall
William McDougall (Chadderton, 28 novembre 1871 – Durham, 28 novembre 1938) è stato uno psicologo britannico.

## Studi
William McDougall è stato uno psicologo che ha trascorso la prima parte della sua carriera nel Regno Unito e l'ultima parte negli Stati Uniti. Ha scritto una serie di libri di testo altamente influenti, ed è stato particolarmente importante nello sviluppo della teoria dell'istinto e della psicologia sociale. Era un oppositore della teoria del comportamentismo.
McDougall frequentò l'Owens College, Manchester e il St John's College, Cambridge. Studiò medicina e fisiologia a Londra e Gottinga. 
Dopo aver insegnato allo University College di Londra e a Oxford, fu assunto da William James alla Harvard University, dove prestò servizio come professore di psicologia dal 1920 al 1927. Si trasferì poi alla Duke University, dove fondò il Laboratorio di Parapsicologia diretto da J. B. Rhine, e dove rimase fino alla sua morte. Era un membro della Royal Society. Tra i suoi allievi vi era Cyril Burt. 
Egli era interessato alla eugenetica, partì dalla teoria neo-darwiniana della ereditarietà dei caratteri acquisiti, come suggerito da Jean-Baptiste Lamarck. Effettuò molti esperimenti per dimostrare questo processo.
McDougall studiò psicoanalisi con C. G. Jung e fu anche disposto a studiare parapsicologia, nel 1920 divenne presidente della Society for Psychical Research e, l'anno successivo, della sua controparte americana, l'American Society per la Ricerca Psichica..
A causa del suo interesse per l'eugenetica e la sua posizione non ortodossa sull'evoluzione, McDougall assurse a icona della teoria dell'influenza dei tratti ereditari sul comportamento, alcuni dei quali sono considerati dalla maggior parte degli psicologi razzisti scientifici. 
Scrisse: "I pochi negri che si sono distinti in America - come Douglass, Booker Washington, Du Bois - sono stati, credo, in tutti i casi, mulatti o avevano qualche percentuale di globuli bianchi. Possiamo equamente attribuire l'incapacità della razza negra di formare una nazione per la mancanza di uomini dotati di qualità di grandi leader, ancor più a un livello inferiore di capacità media" . Non vi è alcuna ragione per supporre che, alla luce delle moderne conoscenze psicologiche e degli sviluppi politici, avrebbe sostenuto la posizione assunta da questi gruppi.
McDougall si sposò a 29 anni ("considerato contro i miei principi", riferisce nel suo saggio autobiografico, "perché ritengo che un uomo, per sviluppare al massimo la propria forza intellettuale, non debba sposarsi prima dei quarant'anni"). Ebbe cinque figli.

## Opere
- An Introduction to Social Psychology (1908–50, reprinted 1973)
- The Group Mind (1920, reprinted 1973)
- Physiological Psychology (1920).
- Outline of Psychology (1923)
- Character and the Conduct of Life (1927)
- Body and Mind
- Outline of Abnormal Psychology